# Sompong Saisoda
Sompong Saisoda (thailändisch สมปอง สายโสดา; * 7. November 2004), auch als Johnny bekannt, ist ein thailändischer Fußballspieler.

## Karriere
Sompong Saisoda stand bis Saisonende 2023/24 beim Drittligisten Udon United FC unter Vertrag. Mit dem Verein aus Udon Thani spielte er 16-mal in der North/Eastern Region der Liga. Im Juli 2024 wechselte er zum Zweitligisten Lampang FC. Sein Zweitligadebüt für den Verein aus Lampang gab Saisoda am 11. August 2024 (1. Spieltag) im Heimspiel gegen den Kanchanaburi Power FC. Bei dem 0:0-Unentschieden wurde er in der 74. Minute für Jirattikan Vapilai eingewechselt. Nach zwei Ligaspielen wurde sein Vertrag im Dezember 2024 nicht verlängert.